# Fargezja olbrzymia
Fargezja olbrzymia (Fargesia robusta Yi) – gatunek bambusa z rodziny wiechlinowatych (traw). Naturalnie występuje w chińskich górach na terenie prowincji Syczuan na wysokości od 1600 do 2700 m n.p.m. Stanowi istotny składnik diety pandy wielkiej. Fargezja olbrzymia może być uprawiana w cieplejszych rejonach Polski.

## Morfologia
Na stanowiskach naturalnych osiąga wysokość 3–7 m, przy średnicy pędów 10–30 mm. Liście stosunkowo duże, długości do 12 cm i szerokości do 2 cm, ciemnozielone. Pochwy pędowe w początkowym okresie bardzo jasne, po kilku tygodniach zaczynają ciemnieć i odpadają.